# Найдовша подорож (фільм)
«Найдовша подорож» (англ. The Longest Ride) — мелодрама 2015 року, знята Джорджем Тіллманом-молодшим. Фільм є однойменною екранізацією роману Ніколаса Спаркса, десятий за рахунком з усіх екранізованих творів письменника. Прем'єра відбулась в Індії 3 квітня.

## Сюжет
Люк Коллінз (Скотт Іствуд) — вершник, учасник професійних родео, який одного разу отримав серйозні травми. Щоби підтримувати сімейне ранчо на плаву, згодом через рік він повертається на змагання, де зустрічає Софію Данко (Брітт Робертсон). Поступово між ними зароджуються відносини.
В дощовий вечір Люк та Софія вертаючись додому побачили в кюветі автомобіль з літньою людиною в середині — у нього стався інфаркт прямо за кермом. Пара доставила старого в лікарню. Люк і надалі «сідлає» биків, не дивлячись на небезпеку бути знову покаліченим. Тим часом, Софія відвідує в лікарні Айру Левінсона (Алан Алда), дідуся, що потрапив в аварію. Він розповідає історію своєї молодості, коли зустрів свою дружину Рут (Уна Чаплін)…

## В ролях
- Скотт Іствуд — Люк Коллінз
- Брітт Робертсон — Софія Данко
- Алан Алда — Айра Левінсон
- Уна Чаплін — Рут Левінсон
- Джек Г'юстон — Айра Левінсон (в молодості)
- Мелісса Бенойст — Марсія
- Лоліта Давидович — Кейт Коллінз
- Глорія Рубен — Адрієнн Френсіс

## Критика
Сайт Metacritic зібрав фільму оцінку в 33 з 100 балів на основі 30 рецензій. На сайті Rotten Tomatoes рейтинг фільму склаав 4,3 з 10 балів на основі 103 голосів.